# Washington County (Wisconsin)
Das Washington County ist ein County im US-amerikanischen Bundesstaat Wisconsin. Im Jahr 2020 hatte das County 136.761 Einwohner und eine Bevölkerungsdichte von 122,5 Einwohnern pro Quadratkilometer. Der Verwaltungssitz (County Seat) ist West Bend.
Das Washington County ist Bestandteil der Metropolregion Milwaukee.

## Geografie
Das County liegt im Südosten Wisconsins und ist im Osten etwa 30 km vom Michigansee entfernt. Es hat eine Fläche von 1129 Quadratkilometern, wovon 13 Quadratkilometer Wasserfläche sind.
Der Nordosten des Countys wird vom Milwaukee River durchflossen, der weiter südlich in der Stadt Milwaukee in den Michigansee mündet.
An das Washington County grenzen folgende Nachbarcountys:
| Fond du Lac County |                 | Sheboygan County |
| Dodge County       |                 | Ozaukee County   |
|                    | Waukesha County | Milwaukee County |

## Geschichte

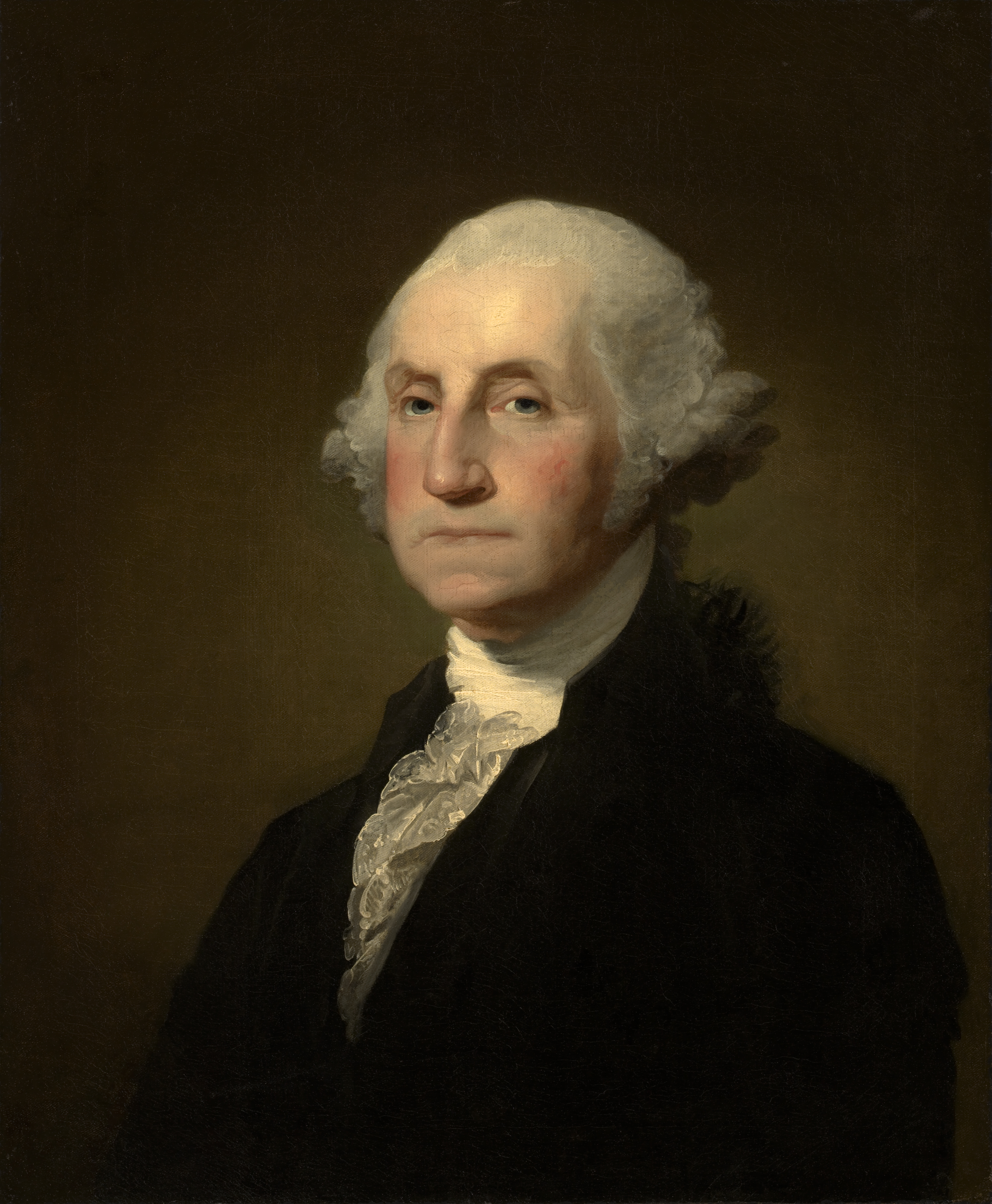
George Washington

Das Washington County wurde 1836 aus Teilen des Wisconsin-Territoriums gebildet. Benannt wurde es nach George Washington, dem ersten Präsidenten der USA.

Seit den 1860er Jahren ist der Holy Hill eine bedeutende katholische Wallfahrtsstätte.

## Bevölkerung
Nach der Volkszählung im Jahr 2010 lebten im Washington County 131.887 Menschen in 51.881 Haushalten. Die Bevölkerungsdichte betrug 118,2 Einwohner pro Quadratkilometer. In den 51.881 Haushalten lebten statistisch je 2,52 Personen.
Ethnisch betrachtet setzte sich die Bevölkerung zusammen aus 96,4 Prozent Weißen, 1,0 Prozent Afroamerikanern, 0,4 Prozent amerikanischen Ureinwohnern, 1,2 Prozent Asiaten sowie aus anderen ethnischen Gruppen; 1,0 Prozent stammten von zwei oder mehr Ethnien ab. Unabhängig von der ethnischen Zugehörigkeit waren 2,8 Prozent der Bevölkerung spanischer oder lateinamerikanischer Abstammung.
23,6 Prozent der Bevölkerung waren unter 18 Jahre alt, 61,9 Prozent waren zwischen 18 und 64 und 14,5 Prozent waren 65 Jahre oder älter. 50,4 Prozent der Bevölkerung war weiblich.

Das jährliche Durchschnittseinkommen eines Haushalts lag bei 66.485 USD. Das Pro-Kopf-Einkommen betrug 32.159 USD. 5,4 Prozent der Einwohner lebten unterhalb der Armutsgrenze.

## Ortschaften im Washington County
Citys
- Hartford1
- Milwaukee3
- West Bend

Villages
| - Germantown - Jackson - Kewaskum2 | - Newburg4 - Richfield - Slinger |

Census-designated places (CDP)
- Allenton

Andere Unincorporated Communities
| - Ackerville - Addison - Aurora - Boltonville - Cedar Creek - Cedar Lake - Cheeseville | - Colgate5 - Diefenbach Corners - Fillmore - Hubertus - Kirchhayn - Kohlsville - Mayfield | - Myra - Nabob - Nenno - Orchard Grove - Pike Lake - Rockfield - Rugby Junction | - Saint Anthony - Saint Lawrence - Saint Michaels - Thompson - Victory Center - Wayne - Young America |

1 – teilweise im Dodge County

2 – teilweise im Fond du Lac County

3 – überwiegend im Milwaukee County, teilweise im Waukesha County

4 – teilweise im Ozaukee County

5 – teilweise im Waukesha County

## Gliederung
Das Washington County ist neben den drei Citys und sechs Villages in zwölf Towns eingeteilt:
| Town               | Einwohner (2010) | FIPS     |
| ------------------ | ---------------- | -------- |
| Town of Addison    | 3495             | 55-00425 |
| Town of Barton     | 2637             | 55-05050 |
| Town of Erin       | 3747             | 55-24225 |
| Town of Farmington | 4014             | 55-25375 |
| Town of Germantown | 254              | 55-28900 |
| Town of Hartford   | 3609             | 55-33025 |

| Town              | Einwohner (2010) | FIPS     |
| ----------------- | ---------------- | -------- |
| Town of Jackson   | 4134             | 55-37700 |
| Town of Kewaskum  | 1053             | 55-39325 |
| Town of Polk      | 3937             | 55-63875 |
| Town of Trenton   | 4732             | 55-80575 |
| Town of Wayne     | 2169             | 55-84900 |
| Town of West Bend | 4774             | 55-85375 |